# Guido Colonna di Paliano
Guido Colonna di Paliano (Napels, 16 april 1908 – aldaar, 27 januari 1982) was een politicus van Italiaanse afkomst. Colonna di Paliano is voornamelijk bekend als Europees Commissaris tussen 1964 en 1970.

## Biografie
Na de middelbare school studeerde Colonna di Paliano tot en met 1930 rechten aan de Universiteit van Napels. In mei 1934 werd hij benoemd tot vice-consul in New York. Drie jaar later werd Colonna di Paliano aangesteld in Toronto. Hij bekleedde deze functie tot en met 1939. In 1939 werd Colonna di Paliano overgeplaatst naar Caïro, waar hij tot 1940 werkzaam was als ambassadeur. Na de Tweede Wereldoorlog was hij afgevaardigde voor Italië bij de onderhandelingen van het Marshallplan (1947-48). Vervolgens was Colonna di Paliano tussen 1948 en 1956 plaatsvervangend secretaris-generaal van de Organisatie voor Europese Economische Samenwerking (OESS). In 1956 werd hij benoemd tot plaatsvervangend algemeen hoofd op het Ministerie van Buitenlandse Zaken in Italië. Een jaar later werd Colonna di Paliano benoemd tot Minister van Buitenlandse Zaken. In december 1958 werd hij aangesteld als ambassadeur in Noorwegen. Deze functie bekleedde Colonna di Paliano tot en met juli 1962. In 1962 werd hij plaatsvervangend secretaris-generaal van de NAVO.
Op 30 juli 1964 werd Colonna di Paliano de opvolger van Giuseppe Caron in de Europese Commissie. In de commissie-Hallstein II (1962-67) kreeg hij de portefeuille Interne Markt. Colonna di Paliano kreeg in de commissie-Rey de portefeuille Industrie. De commissie-Rey had een mandaat tot en met 1970, maar Colonna di Paliano besloot vlak voor het einde van de termijn ontslag te nemen.
 Raymond Barre ·  Victor Bodson ·  Guido Colonna di Paliano ·  Albert Coppé ·  Jean-François Deniau ·  Hans von der Gröben ·  Wilhelm Haferkamp ·  Fritz Hellwig ·  Lionello Levi Sandri ·  Sicco Mansholt ·  Edoardo Martino ·  Jean Rey ·  Henri Rochereau ·  Maan Sassen
 Giuseppe Caron* ·  Guido Colonna di Paliano ·  Hans von der Gröben ·  Walter Hallstein ·  Lionello Levi Sandri ·  Sicco Mansholt ·  Robert Marjolin ·  Jean Rey ·  Henri Rochereau ·  Lambert Schaus 
  * afgetreden 
Piero Malvestiti (1958-59) · Giuseppe Caron (1959-63) · Guido Colonna di Paliano (1964-67) · Hans von der Gröben (1967-70) · Wilhelm Haferkamp (1970-73) · 
 Finn Olav Gundelach (1973-77) · Étienne Davignon (1977-81) · Karl-Heinz Narjes (1981-85) · Francis Arthur Cockfield (1985-89) · Martin Bangemann (1989-93) ·
 Raniero Vanni d'Archirafi (1993-95) · Mario Monti (1995-99) · Frits Bolkestein (1999-2004) · Charlie McCreevy (2004-10) · Michel Barnier (2010-14) · Elżbieta Bieńkowska (2014-)